# Пеламуши
Пеламуши (груз. ფელამუში) или татара — блюдо грузинской кухни, густой твёрдый охлаждённый кисель из виноградного сока и муки. Обычно пеламуши подаются к столу с очищенными орехами или козинаками.

## Приготовление
Виноградный сок уваривают на огне и для загустения добавляют муку: кукурузную, пшеничную или их сочетание. Если виноградный сок недостаточно сладкий, можно добавить сахар.

## Пеламуши в качестве ингредиента
Пеламуши и орехи являются ингредиентами для приготовления чурчхелы. Для приготовления чурчхелы очищенные грецкие орехи надеваются на толстую нитку. Нитка с грецкими орехами опускается в горячий густой пеламуши, а потом, в подвешенном виде, остывает — так получается чурчхела.